# Église Saint-Cyr-et-Sainte-Julitte de Pont-de-Metz
L'église Saint-Cyr-et-Sainte-Julitte de Pont-de-Metz est située sur le territoire de la commune de Pont-de-Metz, dans le département de la Somme, dans l'agglomération amiénoise.

## Historique
L'église de Pont-de-Metz aurait une origine très ancienne, sa construction est vraisemblablement antérieure au XIIIe siècle, période où elle aurait été reconstruite.
L’église actuelle se compose de deux parties distinctes : une chapelle fin XVIe-début XVIIe siècles (le chœur actuel) fut agrandie au XVIIe siècle par la nef (1608), Le chœur a été restaurée en 1764. Des restaurations successives ont eu lieu aux XIXe et XXe siècles.

## Caractéristiques
L'édifice construit en pierre calcaire selon un plan basilical traditionnel ne possède pas de transept. La nef est à vaisseau unique. Le chœur, plus élevé que la nef, s'appuie sur un solin de grès. Le chevet est à pans coupés. La présence de brique sur le clocher, les contreforts de la nef témoignent des restaurations successives.
La façade, renforcée par de puissants contreforts, est coiffée d'un clocher à campenard abritant deux cloches. Le portail, en anse de panier, est surmonté de deux arcs de décharge cintrés et d'une niche vide. Au-dessus de cette niche, une seconde plus haute abrite une statue de saint.
Sur le mur nord du clocher et de la sacristie, se trouvent des tombeaux avec des épitaphes. Un chemin de croix est visible à l'extérieur de la nef, sur les contreforts. Au-dessus de la porte latérale sud, dans une niche a été placée une statue de saint Cyr.
À l'intérieur, les fonts baptismaux datés de 1781, se trouvent près du chœur. La cuve ronde repose sur un pied avec une base carrée ; le couvercle en bois se soulève par un système de poulie. Des familles de la paroisse financèrent la pose de vitraux, le chemin de croix à la fin du XIXe siècle, la réalisation d'un tableau représentant l'Adoration des mages.